# ستيف لونغ
ستيف لونغ (بالإنجليزية: Steve Long)‏ (23 أبريل 1957 - ) هو لاعب كرة قدم أمريكي في مركز الهجوم. لعب مع لاس فيغاس أمريكانز ‏ وشيكاغو ستينغ وممفيس أمريكانز ‏ وPennsylvania Stoners ‏.